# Dvojno merilo
Dvojno merilo (tudi dvojni standard) je uporaba različnih načel za podobno situacijo ali za različne ljudi v isti situaciji. Kadar se določeni koncepti (beseda, fraza, družbena norma ali pravilo) smatrajo za sprejemljive pri eni skupini ljudi, a nesprejemljive za drugo skupino, je govora o dvojnem merilu.
Dvojno merilo lahko torej definiramo kot pristransko, moralno nepravično neupoštevanje načela, ki je sicer enak za vse, za določeno skupino ljudi. Takšna dvojna merila so neupravičena, saj kršijo osnovno pravno maksimo sodobnega pravoznanstva: vsi so pred zakonom enaki. Krši tudi načelo nepristranosti, ki temelji na predpostavki, da morajo biti vsi ljudje predmet enakih standardov, ne glede na subjektivne predsodke o družbenem razredu, narodnosti, spolu, verski izpovedi, spolni usmerjenosti, starosti ali drugih značilnostih.
Čeprav je izraz "dvojno merilo" dokaj nov, je koncept že star, saj je obstajal v mnogih antičnih kulturah. Enega izmed primerov najdemo tudi v Devteronomiju (5 Mz 25, 13-15):
Ne imej v svoji vreči dveh vrst uteži, večje in manjše! Ne imej v svoji hiši dveh vrst škafov, večjega in manjšega! Imej celo in pravilno utež, imej cel in pravilen škaf, da se ti podaljšajo dnevi na zemlji, ki ti jo daje GOSPOD, tvoj Bog!
Moderni hebrejski izraz za "Dvojno merilo" izvira iz tega svetopisemskega verza - "Eifa Ve'Eifa" (איפה ואיפה), kar dobesedno pomeni "različni si meri".